# تپی یاچدا
تپی یاچدا (ژاپنی: 谷内田 哲平؛ زادهٔ ۱ نوامبر ۲۰۰۱) یک بازیکن فوتبال اهل ژاپن است.
از باشگاه‌هایی که در آن بازی کرده‌است می‌توان به باشگاه فوتبال کیوتو سانگا اشاره کرد.